# 盧基南
盧基南（韓語：노기남，聖名保祿·馬里；1902年1月22日—1984年6月25日）是天主教漢城宗座代牧區宗座代牧（1942年12月20日起）、首任漢城總教區總主教（1962年3月10日起）及韓國首位土生土長的主教。他於1967年3月23日退休。

## 親日指控
盧氏在韓國「民族問題研究所」與「親日人名辭典編纂委員會」在2005年發表的3090名親日派名單上榜上有名。
2009年11月8日，「親日活動研究所」發表了《親日合作者全書》，當中指盧氏自1940年出任「天主教漢城教區全力支持日本參戰聯盟」的主席，並被指曾探訪一個軍營，那裡的韓國人被強迫充當「志願軍」為日本打仗。他在1942年又指示教友將每月首主日奉為「愛國主日」，並每天兩次及在主日彌撒後為日本的戰事祈禱。韓國天主教主教團副秘書卞勝湜回應，此名單有誤導成分，它應該在積極與消極親日派之間作出明確區分。他說：「教會沒有從這種合作中得到任何利益。在日本嚴苛壓制下，盧總主教只是試圖保護教會及信眾。」